# ایلیوشین آی-۲۱
I-21 (به انگلیسی: Ilyushin_I-21) یک هواگرد ملخ‌پیشین تک‌موتوره از نوع جنگنده ساخت شرکت Ilyushin است. هواگرد I-21 نخستین پروازش را در 1936 میلادی انجام داد. در مجموع، تعداد ۲ فروند از این هواگرد ساخته شده‌است.